# Pristimantis nigrogriseus
Eleutherodactylus nigrogriseus là một loài động vật lưỡng cư trong họ Strabomantidae, thuộc bộ Anura. Loài này được Andersson mô tả khoa học đầu tiên năm 1945.